# Matu'u
Matu'u è un villaggio delle Samoa Americane appartenente alla contea di Ituau del Distretto orientale.